# Maiken Fruergaard
Maiken Fruergaard (født 11. maj 1995) er en dansk badmintonspiller. 

Maiken Fruergaard blev 11. juni 2021 udtaget til at deltage i sommer-OL 2020 i Tokyo, Japan i Damedouble sammen med Sara Thygesen.